# Војводство лублинско
Војводство Лублин (пољ. Województwo lubelskie) је једно од 16 Пољских Војводства. Налази се у источном делу Пољске. Седиште војводства је град Лублин. Формирано је 1999. године, као део административних реформи које су усвојене 1998. године. Провинција је названа по највећем и главном граду Лублину. Војводство је састављено од три територије које су биле забележене кроз историју и то Малопољске, Полезије и Црвене Рутеније.

## Историја
Регија је пре Другог светског рата била један од највећих светских центара Јудаизма. Пре средине 16. века није било много Јевреја у области, али због оснивања нових градова, они су се масовније досељавали да би развили секторе трговине и услуга. Пошто су се нови градови такмичили са старим за посао, увек је постоајо одређени дугорочни степен озлојеђености, који је постојао и из разлога немогућности ограничавања миграције Јевреја. Јевреји су се у највећем броју случајева насељавали у градским средима, а тек понека породица се одлучивала да свој посао започне у руралним областима, што је био још један фактор који је утицао на већ постојећу озлојеђеност. До средине 18. века Јевреји су чинили значајан део становништва у више градова у области. До 20. века, Јевреји су са 70% становништва у 11 градова представљали већину.
Пре Другог светског рата, у регији је живело 300.000 Јевреја. На територији области су изграђени и концентрациони логори Мајданек, Собибор и Белзец, као и низ радничких логора. Ова област је била једна од највећих центара принудног рада у Европи. После рата већина Јевреја се одселила из регије.

### Војводе
- 1999—2000. Кжиштоф Михалски (Krzysztof Michalski)
- 2000—2001. Валдемар Дуђак (Waldemar Dudziak)
- 2001—2005. Анджеј Куровски (Andrzej Kurowski)
- 2005—2007. Војћех Жуковски (Wojciech Żukowski)
- од 2007. Геновефа Токарска (Genowefa Tokarska)

## Географија
Војводство се налази у источном делу Пољске и граничи се са
Украјином и Белорусијом, а и са војводствима:
- Подласким
- Мазовским
- Светокришким
- Поткарпатским

Седиште војводства је град Лублин.
Војводство Лублин:
- заузима 8% површине Пољске и 3 је војводство по површини
- У војводству се налази 213 општина и 4206 села

### Највећи градови
Становништво од 31. децембра 2006.
1. Лублин – 353.483 (147,45 km²)
2. Хелм – 68.160 (35,28 km²)
3. Замошћ – 66.802 (30,34 km²)
4. Бјала Подласка – 58.075 (49,40 km²)
5. Пулави – 49.755 (50,49 km²)
6. Свидњик – 40.082 (20,35 km²)
7. Красњик – 35.913 (25,29 km²)
8. Луков – 30.593 (35,75 km²)
9. Билгорај – 27.244 (21,10 km²)
10. Лубартов – 22.928 (13,91 km²)
11. Лечна – 21.560 (19,00 km²)
12. Томашов Лубелски – 20.222 (13,29 km²)
13. Краснистав - 19.361 (42,13 km²)
14. Хрубјешов - 18.549 (33,03 km²)
15. Демблин - 17.976 (38,35 km²)
16. Мјендзижец-Подласки - 17.119 (19,75 km²)
17. Радзињ Подласки - 16.121 (19,31 km²)
18. Влодава - 13.589 (17,97 km²)
19. Јанов Лубелски - 11.971 (14,84 km²)
20. Парчев - 10.281 (8,05 km²)
21. Поњатова - 9.877 (15,26 km²)
22. Рики - 9.732 (27,22 km²)
23. Ополе Лублскје - 8.844 (15,12 km²)
24. Белжице - 7.022 (23,46 km²)
25. Тереспол - 6.002 (10,11 km²)
26. Бихава - 5.300 (6,69 km²)
27. Шћебжешин - 5.283 (29,12 km²)
28. Рејовјец Фабрични - 4.495 (14,28 km²)
29. Наленчов - 4.217 (13,82 km²)
30. Казимјеж Долни - 3.514 (30,44 km²)
31. Кок - 3.474 (16,78 km²)
32. Тарногрод - 3.399 (10,69 km²)
33. Звјерзињец - 3.351 (4,82 km²)
34. Красноброд - 3.004 (6,99 km²)
35. Сточек Луковски - 2.744 (9,15 km²)
36. Анопол - 2.675 (7,73 km²)
37. Пјаски - 2.621 (8,43 km²)
38. Јозефов - 2.436 (5,00 km²)
39. Пстров Лубелски - 2.236 (29,77 km²)
40. Тишовце - 2.186 (17,85 km²)
41. Фрампол - 1.421 (4,67 km²)

#### Нека сеоска насеља
- Њедрзвица Дужа — 3.814
- Александров — 3.174
- Вербковице — 3.100
- Травники — 2.894
- Куров — 2.781
- Белжец — 2.738
- Јанов Подласки — 2.700
- Лукова — 2.700
- Карчмиска — 2.659
- Турка — 2.640
- Милејов-Осада — 2.613
- Вилколаз — 2.493
- Хрзанов — 2.300
- Годзишов — 2.266
- Бодачов — 2.254
- Рејовјец — 2.226
- Савин — 2.215
- Коњсковола — 2.188
- Адамов — 2.163
- Голамб — 2.123
- Избица — 2.100
- Пишчац — 2.100
- Вохињ — 2.087
- Гора Пулавска — 2.085
- Гарбов — 2.060
- Стјенжица — 2.042
- Јаблона — 2.040
- Клочев — 2.038
- Сол — 2.000

## Привреда
Године 2006. Војводство Лублин је заједно са Војводством поткарпатским проглашено за најсиромашнији крај Европске уније са средњим приходом по глави становника од 3.538 евра (33% средњег прихода у ЕУ).

## Заштита природе
На терену војводства Лублин налазе се:
- два национална парка
- 17 крај образових паркова (парк у коме је могуће вршити индустријске делатности али у ограниченом обиму)

## Туристичке атракције
- Бјала Подласка — Остаци тврђаве и замка рађивилових
- Белжице — замак
- Билгорај
- Хелм
- Деблин — тврђава
- Хњишов — стари храст
- Хребенне — црква светог Николаја
- Јаблечна — православни манастири
- Казимјеж Долни — замак zamek
- Кодењ — црква свете Ане
- Лублин — архитектура
- Налечов — одмаралиште

## Претходна Лублинска војводства

### Војводство Лублин од1474—1795.
- Престоница: војводства: Лублин
- Повјати: Лублин, Луковски, Ужедовски.

### Војводство Лублин за времеЖечпосполите
- Престоница: војводства: Лублин
- Повјати: Бјалски, Билгорајски, Хелмски, Гарволињски, Хрубјешовски, Јановски, Красноставски, Лубартовски, Лублински, Луковски, Пулавски, Рађињски, Сједлецки, Соколовски, Томашовски, Вегровски, Влодавски, Замојски.

### Војводство Лублин од 1946. до 1950.
- Престоница: Лублин
- Повјати: Бјалски, Билгорајски, Хелмски, Хрубјешовски, Красњицки, Јановски, Красноставски, Лубартовски, Лублински, Луковски, Пулавски, Рађињски, Сједлецки, Томашовски, Вегровски, Влодавски, Замојски.

### Војводство Лублин од 1950. до 1975.
- Престоница: Лублин
- Повјати: Бјалски, Билгорајски, Хелмски, Хрубјешовски, Красњицки, Јановски, Красноставски, Лубартовски, Лублински, Луковски, Пулавски, Рађињски, Томашовски, Влодавски, Замојски.

### Административне реформе 1999.
Године 1999, услед административне реформе војводство је проширено за војводства: Хелмско, Замојско и делове Бјалскоподласког, Сједлецког Тарнобжеског.

### Становништво кроз историју
- 1975. — 885.000
- 1980. — 935.200
- 1985. — 985.400
- 1990. — 1.016.400
- 1995. — 1.026.700
- 1998. — 1.027.300